# Comusia testacea
Comusia testacea är en skalbaggsart som först beskrevs av J. Linsley Gressitt 1937.  Comusia testacea ingår i släktet Comusia och familjen långhorningar. Inga underarter finns listade i Catalogue of Life.